# Leeds Internacional Classic de 1995
A 7.ª edição da Leeds Internacional Classic, antes nomeada Wincanton Classic, teve lugar em 2 de agosto de 1995. Conseguida pelo Britânico Maximilian Sciandri, da equipa MG Boys Maglificio, é a sétima prova da Copa do Mundo.

## Classificação final
| Pos. | Ciclista            | Equipa                 | Tempo          |
| ---- | ------------------- | ---------------------- | -------------- |
| 1    | Maximilian Sciandri | MG Boys Maglificio     | 6 h 0 min 20 s |
| 2    | Roberto Caruso      | ZG Mobili-Selle Italia | + 44 s         |
| 3    | Alberto Elli        | MG Boys Maglificio     | m.t.           |
| 4    | Fabio Baldato       | MG Boys Maglificio     | + 53 s         |
| 5    | Johan Museeuw       | Mapei-GB               | m.t.           |
| 6    | Laurent Jalabert    | Onze                   | m.t.           |
| 7    | Andreï Tchmil       | Lotto-Isoglass         | m.t.           |
| 8    | Maurizio Fondriest  | Lampre-Panaria         | m.t.           |
| 9    | Gian Matteo Fagnini | Mercatone Uno-Saeco    | m.t.           |
| 10   | Mauro Bettin        | Aki-Gipiemme           | m.t.           |